# Allgood
|  | Dieser Artikel wurde aufgrund von inhaltlichen Mängeln auf der Qualitätssicherungsseite des Projektes USA eingetragen. Hilf mit, die Qualität dieses Artikels auf ein akzeptables Niveau zu bringen, und beteilige dich an der Diskussion! Eine nähere Beschreibung der zu behebenden Mängel fehlt. |

Allgood ist ein Ort im Blount County im US-Bundesstaat Alabama mit einer Fläche von 2,7 km². Das U.S. Census Bureau hat bei der Volkszählung 2020 eine Einwohnerzahl von 548 ermittelt.

## Demografie
Nach der Volkszählung aus dem Jahr 2000 hatte Allgood 629 Einwohner, 189 Haushalte und 140 Familien. Die Bevölkerungsdichte betrug 233,5 Einwohner/km². 
83,94 % der Bevölkerung waren weiß, 0,32 % waren afroamerikanisch. Das Durchschnittseinkommen eines Haushalts betrug 29583 Dollar; 27,3 % der Bevölkerung lebten unter der Armutsgrenze.

## Persönlichkeiten
- Miles C. Allgood (1878–1977), Politiker (Demokratische Partei)